# Leiopus convexus
Leiopus convexus är en skalbaggsart som beskrevs av Julius Melzer 1935. Leiopus convexus ingår i släktet Leiopus och familjen långhorningar. Inga underarter finns listade i Catalogue of Life.